# Giải vô địch bóng đá châu Âu 2012 (Bảng B)
Dưới đây là thông tin chi tiết về các trận đấu trong khuôn khổ bảng B - Giải vô địch bóng đá châu Âu 2012, là một trong bốn bảng đấu thuộc Euro 2012. Bảng B bắt đầu thi đấu vào ngày 9 tháng 6 năm 2012, và kết thúc vào ngày 17 tháng 6 năm 2012. Bảng đấu bao gồm các đội: Hà Lan, Đan Mạch, Đức và Bồ Đào Nha. Bảng B cũng còn được gọi là "bảng tử thần" của giải đấu với việc cả bốn đội tuyển trong bảng hiện đang nằm trong top 10 của bảng xếp hạng thế giới. Kết thúc vòng bảng, Đức và Bồ Đào Nha là 2 đội giành quyền đi tiếp trong khi Hà Lan và Đan Mạch bị loại.
| Đội        | Số trận | Thắng | Hoà | Thua | Bàn thắng | Bàn thua | Hiệu số | Điểm |
| ---------- | ------- | ----- | --- | ---- | --------- | -------- | ------- | ---- |
| Đức        | 3       | 3     | 0   | 0    | 5         | 2        | +3      | 9    |
| Bồ Đào Nha | 3       | 2     | 0   | 1    | 5         | 4        | +1      | 6    |
| Đan Mạch   | 3       | 1     | 0   | 2    | 4         | 5        | −1      | 3    |
| Hà Lan     | 3       | 0     | 0   | 3    | 2         | 5        | −3      | 0    |

Giờ thi đấu tính theo giờ địa phương (UTC +3)

## Hà Lan vs Đan Mạch
| Hà Lan | 0-1      | Đan Mạch        |
| ------ | -------- | --------------- |
|        | Chi tiết | Krohn-Dehli 24' |

| Hà Lan | Đan Mạch |

| GK                      | 1  | Maarten Stekelenburg |     |     |
| RB                      | 2  | Gregory van der Wiel |     | 85' |
| CB                      | 3  | John Heitinga        |     |     |
| CB                      | 13 | Ron Vlaar            |     |     |
| LB                      | 15 | Jetro Willems        |     |     |
| DM                      | 8  | Nigel de Jong        |     | 71' |
| DM                      | 6  | Mark van Bommel (c)  | 67' |     |
| RW                      | 11 | Arjen Robben         |     |     |
| AM                      | 10 | Wesley Sneijder      |     |     |
| LW                      | 20 | Ibrahim Afellay      |     | 71' |
| CF                      | 16 | Robin van Persie     |     |     |
| Vào thay người:         |    |                      |     |     |
| MF                      | 23 | Rafael van der Vaart |     | 71' |
| FW                      | 9  | Klaas-Jan Huntelaar  |     | 71' |
| FW                      | 7  | Dirk Kuyt            |     | 85' |
| Huấn luyện viên trưởng: |    |                      |     |     |
| Bert van Marwijk        |    |                      |     |     |

| GK                      | 1  | Stephan Andersen    |     |     |
| RB                      | 6  | Lars Jacobsen       |     |     |
| CB                      | 3  | Simon Kjær          |     |     |
| CB                      | 4  | Daniel Agger (c)    |     |     |
| LB                      | 5  | Simon Poulsen       | 78' |     |
| DM                      | 7  | William Kvist       | 81' |     |
| DM                      | 21 | Niki Zimling        |     |     |
| RW                      | 10 | Dennis Rommedahl    |     | 84' |
| AM                      | 8  | Christian Eriksen   |     | 74' |
| LW                      | 9  | Michael Krohn-Dehli |     |     |
| CF                      | 11 | Nicklas Bendtner    |     |     |
| Vào thay người:         |    |                     |     |     |
| MF                      | 14 | Lasse Schøne        |     | 74' |
| FW                      | 23 | Tobias Mikkelsen    |     | 84' |
| Huấn luyện viên trưởng: |    |                     |     |     |
| Morten Olsen            |    |                     |     |     |

| Cầu thủ xuất sắc nhất trận: Michael Krohn-Dehli (Đan Mạch) Trợ lý trọng tài: Primoz Arhar (Slovenia) Matej Žunič (Slovenia) Trọng tài bàn: Pavel Královec (Cộng hòa Séc) Các trọng tài phụ (khu vực cấm địa): Matej Jug (Slovenia) Slavko Vinčič (Slovenia) |

## Đức vs Bồ Đào Nha
| Đức       | 1-0      | Bồ Đào Nha |
| --------- | -------- | ---------- |
| Gómez 72' | Chi tiết |            |

| Đức | Bồ Đào Nha |

| GK                      | 1  | Manuel Neuer           |     |       |
| RB                      | 20 | Jérôme Boateng         | 69' |       |
| CB                      | 5  | Mats Hummels           |     |       |
| CB                      | 14 | Holger Badstuber       | 43' |       |
| LB                      | 16 | Philipp Lahm (c)       |     |       |
| CM                      | 6  | Sami Khedira           |     |       |
| CM                      | 7  | Bastian Schweinsteiger |     |       |
| RW                      | 13 | Thomas Müller          |     | 90+4' |
| AM                      | 8  | Mesut Özil             |     | 87'   |
| LW                      | 10 | Lukas Podolski         |     |       |
| CF                      | 23 | Mario Gómez            |     | 80'   |
| Vào thay người:         |    |                        |     |       |
| FW                      | 11 | Miroslav Klose         |     | 80'   |
| MF                      | 18 | Toni Kroos             |     | 87'   |
| MF                      | 15 | Lars Bender            |     | 90+4' |
| Huấn luyện viên trưởng: |    |                        |     |       |
| Joachim Löw             |    |                        |     |       |

| GK                      | 12 | Rui Patrício          |     |     |
| RB                      | 21 | João Pereira          |     |     |
| CB                      | 2  | Bruno Alves           |     |     |
| CB                      | 3  | Pepe                  |     |     |
| LB                      | 5  | Fábio Coentrão        | 60' |     |
| DM                      | 4  | Miguel Veloso         |     |     |
| CM                      | 16 | Raul Meireles         |     | 80' |
| CM                      | 8  | João Moutinho         |     |     |
| RF                      | 17 | Nani                  |     |     |
| CF                      | 23 | Hélder Postiga        | 13' | 70' |
| LF                      | 7  | Cristiano Ronaldo (c) |     |     |
| Vào thay người:         |    |                       |     |     |
| FW                      | 11 | Nélson Oliveira       |     | 70' |
| FW                      | 18 | Silvestre Varela      |     | 80' |
| Huấn luyện viên trưởng: |    |                       |     |     |
| Paulo Bento             |    |                       |     |     |

| Câu thủ xuất sắc trận đấu: Mesut Özil (Đức) Trợ lý trọng tài: Frédéric Cano (Pháp) Michael Annonier (Pháp) Trọng tài bàn: Marcin Borski (Ba Lan) Các trọng tài phụ (khu vực cấm địa): Fredy Fautrel (Pháp) Ruddy Buquet (Pháp) |

## Đan Mạch vs Bồ Đào Nha
| Đan Mạch          | 2–3      | Bồ Đào Nha                          |
| ----------------- | -------- | ----------------------------------- |
| Bendtner 41', 80' | Chi tiết | Pepe 24' · Postiga 36' · Varela 87' |

| Đan Mạch | Bồ Đào Nha |

| GK                      | 1  | Stephan Andersen    |     |     |
| RB                      | 6  | Lars Jacobsen       | 81' |     |
| CB                      | 3  | Simon Kjær          |     |     |
| CB                      | 4  | Daniel Agger (c)    |     |     |
| LB                      | 5  | Simon Poulsen       |     |     |
| DM                      | 7  | William Kvist       |     |     |
| CM                      | 21 | Niki Zimling        |     | 16' |
| RW                      | 10 | Dennis Rommedahl    |     | 60' |
| AM                      | 8  | Christian Eriksen   |     |     |
| LW                      | 9  | Michael Krohn-Dehli |     | 90' |
| CF                      | 11 | Nicklas Bendtner    |     |     |
| Vào thay người:         |    |                     |     |     |
| MF                      | 19 | Jakob Poulsen       | 56' | 16' |
| FW                      | 23 | Tobias Mikkelsen    |     | 60' |
| MF                      | 14 | Lasse Schøne        |     | 90' |
| Huấn luyện viên trưởng: |    |                     |     |     |
| Morten Olsen            |    |                     |     |     |

| GK                      | 12 | Rui Patrício           |       |     |
| RB                      | 21 | João Pereira           |       |     |
| CB                      | 2  | Bruno Alves            |       |     |
| CB                      | 3  | Pepe                   |       |     |
| LB                      | 5  | Fábio Coentrão         |       |     |
| DM                      | 4  | Miguel Veloso          |       |     |
| CM                      | 16 | Raul Meireles          | 29'   | 84' |
| CM                      | 8  | João Moutinho          |       |     |
| RF                      | 17 | Nani                   |       | 89' |
| CF                      | 23 | Hélder Postiga         |       | 64' |
| LF                      | 7  | Cristiano Ronaldo (c)0 | 90+2' |     |
| Vào thay người:         |    |                        |       |     |
| FW                      | 11 | Nélson Oliveira        |       | 64' |
| FW                      | 18 | Silvestre Varela       |       | 84' |
| DF                      | 14 | Rolando                |       | 89' |
| Huấn luyện viên trưởng: |    |                        |       |     |
| Paulo Bento             |    |                        |       |     |

| Cầu thủ xuất sắc nhất trận: Pepe (Bồ Đào Nha) Trợ lý trọng tài: Alasdair Ross (Scotland) Derek Rose (Scotland) Trọng tài bàn: Viktor Shvetsov (Ukraina) Các trọng tài phụ (khu vực cấm địa): William Collum (Scotland) Euan Norris (Scotland) |

## Hà Lan vs Đức
| Hà Lan         | 1–2      | Đức            |
| -------------- | -------- | -------------- |
| Van Persie 73' | Chi tiết | Gómez 24', 38' |

| Hà Lan | Đức |

| GK                      | 1  | Maarten Stekelenburg |     |     |
| RB                      | 2  | Gregory van der Wiel |     |     |
| CB                      | 3  | John Heitinga        |     |     |
| CB                      | 4  | Joris Mathijsen      |     |     |
| LB                      | 15 | Jetro Willems        | 90' |     |
| CM                      | 8  | Nigel de Jong        | 80' |     |
| CM                      | 6  | Mark van Bommel (c)  |     | 46' |
| RW                      | 11 | Arjen Robben         |     | 83' |
| AM                      | 10 | Wesley Sneijder      |     |     |
| LW                      | 20 | Ibrahim Afellay      |     | 46' |
| CF                      | 16 | Robin van Persie     |     |     |
| Vào thay người:         |    |                      |     |     |
| MF                      | 23 | Rafael van der Vaart |     | 46' |
| FW                      | 9  | Klaas-Jan Huntelaar  |     | 46' |
| FW                      | 7  | Dirk Kuyt            |     | 83' |
| Huấn luyện viên trưởng: |    |                      |     |     |
| Bert van Marwijk        |    |                      |     |     |

| GK                      | 1  | Manuel Neuer           |     |       |
| RB                      | 20 | Jérôme Boateng         | 87' |       |
| CB                      | 5  | Mats Hummels           |     |       |
| CB                      | 14 | Holger Badstuber       |     |       |
| LB                      | 16 | Philipp Lahm (c)       |     |       |
| CM                      | 6  | Sami Khedira           |     |       |
| CM                      | 7  | Bastian Schweinsteiger |     |       |
| RW                      | 13 | Thomas Müller          |     | 90+2' |
| AM                      | 8  | Mesut Özil             |     | 81'   |
| LW                      | 10 | Lukas Podolski         |     |       |
| CF                      | 23 | Mario Gómez            |     | 72'   |
| Vào thay người:         |    |                        |     |       |
| FW                      | 11 | Miroslav Klose         |     | 72'   |
| MF                      | 18 | Toni Kroos             |     | 81'   |
| MF                      | 15 | Lars Bender            |     | 90+2' |
| Huấn luyện viên trưởng: |    |                        |     |       |
| Joachim Löw             |    |                        |     |       |

| Cầu thủ xuất sắc nhất trận: Mario Gómez (Đức) Phụ tá trọng tài: Stefan Wittberg (Thụy Điển) Mathias Klasenius (Thụy Điển) Trọng tài bàn: Tom Harald Hagen (Na Uy) Các trọng tài phụ (khu vực cấm địa): Markus Strömbergsson (Thụy Điển) Stefan Johannesson (Thụy Điển) |

## Bồ Đào Nha vs Hà Lan
| Bồ Đào Nha       | 2–1      | Hà Lan            |
| ---------------- | -------- | ----------------- |
| Ronaldo 28', 74' | Chi tiết | Van der Vaart 11' |

| Bồ Đào Nha | Hà Lan |

| GK                      | 12 | Rui Patrício          |       |     |
| RB                      | 21 | João Pereira          | 90+2' |     |
| CB                      | 2  | Bruno Alves           |       |     |
| CB                      | 3  | Pepe                  |       |     |
| LB                      | 5  | Fábio Coentrão        |       |     |
| CM                      | 16 | Raul Meireles         |       | 72' |
| CM                      | 4  | Miguel Veloso         |       |     |
| CM                      | 8  | João Moutinho         |       |     |
| RF                      | 17 | Nani                  |       | 87' |
| CF                      | 23 | Hélder Postiga        |       | 64' |
| LF                      | 7  | Cristiano Ronaldo (c) |       |     |
| Vào thay người:         |    |                       |       |     |
| FW                      | 11 | Nélson Oliveira       |       | 64' |
| MF                      | 6  | Custódio              |       | 72' |
| DF                      | 14 | Rolando               |       | 87' |
| Huấn luyện viên trưởng: |    |                       |       |     |
| Paulo Bento             |    |                       |       |     |

| GK                      | 1  | Maarten Stekelenburg     |     |     |
| RB                      | 2  | Gregory van der Wiel     |     |     |
| CB                      | 13 | Ron Vlaar                |     |     |
| CB                      | 4  | Joris Mathijsen          |     |     |
| LB                      | 15 | Jetro Willems            | 51' | 67' |
| DM                      | 8  | Nigel de Jong            |     |     |
| CM                      | 23 | Rafael van der Vaart (c) |     |     |
| RW                      | 11 | Arjen Robben             |     |     |
| AM                      | 16 | Robin van Persie         | 69' |     |
| LW                      | 10 | Wesley Sneijder          |     |     |
| CF                      | 9  | Klaas-Jan Huntelaar      |     |     |
| Vào thay người:         |    |                          |     |     |
| MF                      | 20 | Ibrahim Afellay          |     | 67' |
| Huấn luyện viên trưởng: |    |                          |     |     |
| Bert van Marwijk        |    |                          |     |     |

| Cầu thủ xuất sắc nhất: Cristiano Ronaldo (Bồ Đào Nha) Phụ tá trọng tài: Renato Faverani (Ý) Andrea Stefani (Ý) Trọng tài bàn: Martin Atkinson (Anh) Trọng tài phụ (khu vực cấm địa): Gianluca Rocchi (Ý) Paolo Tagliavento (Ý) |

## Đan Mạch vs Đức
| Đan Mạch        | 1–2      | Đức                       |
| --------------- | -------- | ------------------------- |
| Krohn-Dehli 24' | Chi tiết | Podolski 19' · Bender 80' |

| Đan Mạch | Đức |

| GK                      | 1  | Stephan Andersen    |  |     |
| RB                      | 6  | Lars Jacobsen       |  |     |
| CB                      | 3  | Simon Kjær          |  |     |
| CB                      | 4  | Daniel Agger (c)    |  |     |
| LB                      | 5  | Simon Poulsen       |  |     |
| DM                      | 7  | William Kvist       |  |     |
| CM                      | 19 | Jakob Poulsen       |  | 82' |
| CM                      | 21 | Niki Zimling        |  | 78' |
| RW                      | 8  | Christian Eriksen   |  |     |
| LW                      | 9  | Michael Krohn-Dehli |  |     |
| CF                      | 11 | Nicklas Bendtner    |  |     |
| Vào thay người:         |    |                     |  |     |
| MF                      | 2  | Christian Poulsen   |  | 78' |
| FW                      | 23 | Tobias Mikkelsen    |  | 82' |
| Huấn luyện viên trưởng: |    |                     |  |     |
| Morten Olsen            |    |                     |  |     |

| GK                      | 1  | Manuel Neuer           |  |     |
| RB                      | 15 | Lars Bender            |  |     |
| CB                      | 5  | Mats Hummels           |  |     |
| CB                      | 14 | Holger Badstuber       |  |     |
| LB                      | 16 | Philipp Lahm (c)       |  |     |
| CM                      | 6  | Sami Khedira           |  |     |
| CM                      | 7  | Bastian Schweinsteiger |  |     |
| RW                      | 13 | Thomas Müller          |  | 84' |
| AM                      | 8  | Mesut Özil             |  |     |
| LW                      | 10 | Lukas Podolski         |  | 64' |
| CF                      | 23 | Mario Gómez            |  | 74' |
| Vào thay người:         |    |                        |  |     |
| MF                      | 9  | André Schürrle         |  | 64' |
| FW                      | 11 | Miroslav Klose         |  | 74' |
| MF                      | 18 | Toni Kroos             |  | 84' |
| Huấn luyện viên trưởng: |    |                        |  |     |
| Joachim Löw             |    |                        |  |     |

| Cầu thủ hay nhất trận: Lukas Podolski (Đức) Trợ lý trọng tài: Roberto Alonso Fernández (Tây Ban Nha) Juan Carlos Yuste Jiménez (Tây Ban Nha) Trọng tài bàn: Mark Clattenburg (Anh) Trọng tài phụ (khu vực cấm địa): David Fernández Borbalán (Tây Ban Nha) Carlos Clos Gómez (Tây Ban Nha) |